# كوإيتشيرو كاتافوتشي
كوإيتشيرو كاتافوتشي (باليابانية: 片渕 浩一郎) (29 أبريل 1975 في ساغا في اليابان – )؛ هو لاعب كرة قدم ياباني سابق كان يلعب كمهاجم.

## وصلات خارجية
- كوإيتشيرو كاتافوتشي على موقع رابطة كرة القدم اليابانية للمحترفين (اليابانية)
- كوإيتشيرو كاتافوتشي على موقع قاعدة بيانات كرة القدم.إي يو (الإنجليزية)
- كوإيتشيرو كاتافوتشي على موقع Soccerway.com (الإنجليزية)
- كوإيتشيرو كاتافوتشي على موقع عالم كرة القدم.نت (الإنجليزية)